# ویلو شیلدز
ویلو شیلدز(به انگلیسی: Willow Shields) (زاده ۱ ژوئن ۲۰۰۰) بازیگر، فیلم و سریال‌های آمریکایی است. او بیشتر به خاطر بازی در فیلم عطش مبارزه شناخته می‌شود. ویلو دارای یک خواهر دوقلو به نام آتن و یک برادر بزرگتر به نام ریور شیلدز است.